# Santo Antônio de Lisboa (Piauí)
Santo Antônio de Lisboa é um município brasileiro do Estado do Piauí, localizado na região intermediária de Picos, está a cerca de 341 km da capital Teresina. Sua estimativa populacional no ano de 2022 era de 5.839 habitantes. Foi oficialmente instalado em 9 de abril de 1964, ao ser desmembrado do município de Picos, com sede no antigo povoado de Santo Antônio. O distrito sede fica situado no Centro-sul do Estado, num vale profundo, na margem esquerda do Rio Riachão, que juntamente com o riacho do Jabuti e o riacho do Grotão, formam os principais cursos d'água do município.
Conhecida como a "Capital do Caju, apresenta a maior área de plantação de caju, por metro quadrado, concentrada em um só município do país.

## História
De acordo com fontes documentais manuscritos do Arquivo Histórico Ultramarino de Lisboa (AHU) por volta de 1735 foi produzido requerimento do português Matias da Cunha ao rei D. João V de Portugal, solicitando confirmação da carta donatária de data e sesmaria no sítio Rodejadoro, no Piauí.
O Atual Município de Santo Antônio de Lisboa originou-se na Fazenda Rodeador, sítio Rodejadoro, cujas terras foram desbravadas por Joaquim José de Sousa, Manoel Galdino de Maria, Pedro Cipriano da Silva, Elias Cândido de Moura, Manoel Serafim da Silva e Mariano Joaquim da Silva, procedentes da Bahia e de Pernambuco. Em 1920, a exploração da borracha de maniçoba trouxe o progresso à Fazenda Rodeador, ampliando-se o povoamento. Por ocasião de uma visita à Fazenda, em 1937, o vigário de Picos, Padre José Limerny, sugeriu à comunidade a construção de uma capela. No ano seguinte, em terreno doado por André Francisco Rodrigues foi celebrada pelo precursor da ideia a primeira missa na capela de Santo Antônio. Tendo chegado à imagem de Santo Antônio diretamente da Capital portuguesa, Lisboa. 
Em 1940 a fazenda Rodeador foi elevada à categoria de povoado, com o nome de Santo Antônio. O desenvolvimento do lugar levou os políticos locais a pleitearem sua emancipação administrativa, em 1963. Em 1964, o topônimo foi alterado para Santo Antônio de Lisboa em referência a imagem do Santo que é proveniente da capital Portuguesa, Lisboa e também por força da legislação federal, que proíbe a duplicidade de nomes em localidades brasileiras, pois já existia o distrito com o nome Santo Antônio de Lisboa (Florianópolis) em Santa Catarina.

## Formação administrativa
Elevado à categoria de município e distrito com a denominação de Santo Antônio de Lisboa, pela lei estadual nº 2560, de 19 de dezembro de 1963, desmembrado do município de Picos, possuis os seguintes distritos:
- Acampamento[8]
- Barro Branco[8]
- Bem-te-vi e Torrões[8]
- Sítio Salvador[8]
- Junco[8]
- Cantinho (Quadrado, São José, Carvalhos, Lagoa do Canto)[8]
- Distrito sede. Instalado em 9 de abril de 1964.[8]

## Fotos da Cidade

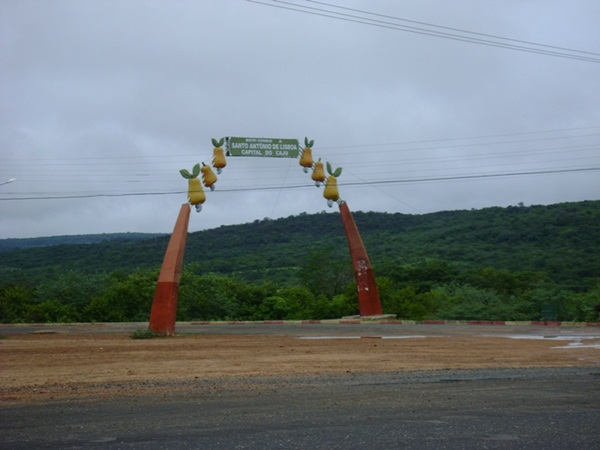
Pórtico da cidade.
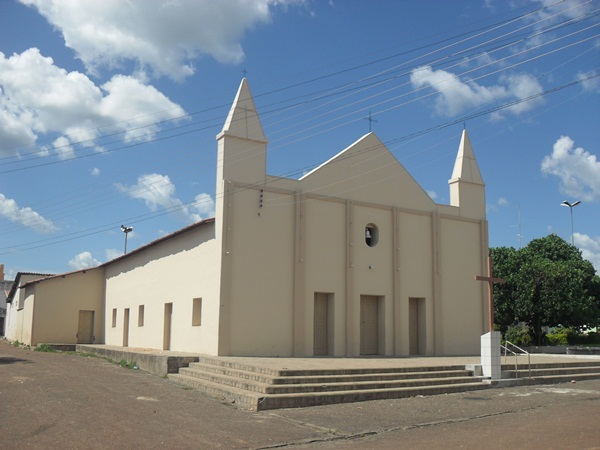
Igreja Matriz.
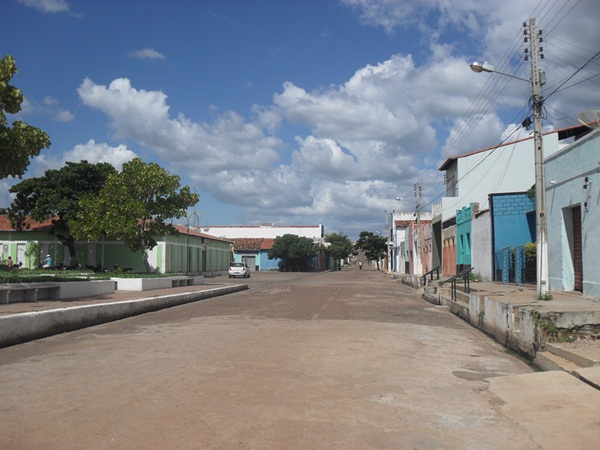
Centro da cidade.
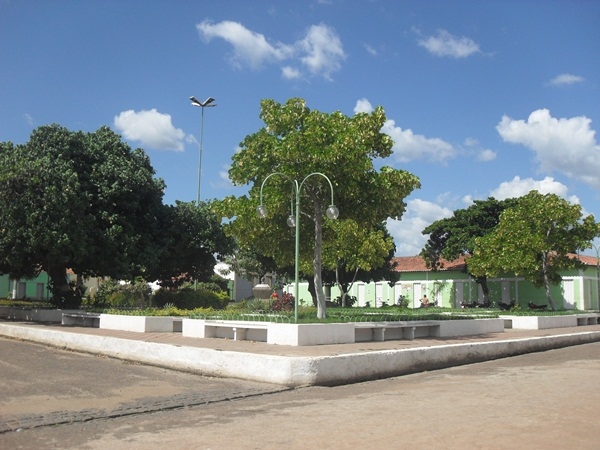
Praça Justino Batista.